# ناشیمیریتسه
ناشیمیریتسه (به چکی: Našiměřice) یک منطقهٔ مسکونی در جمهوری چک است که در ناحیه زنویمو واقع شده‌است. ناشیمیریتسه ۶٫۰۳ کیلومتر مربع مساحت و ۱۹۸ نفر جمعیت دارد و ۲۱۷ متر بالاتر از سطح دریا واقع شده‌است.